# Ryfylke
Ryfylke er et landskab i Nordøst-Rogaland, nordøst for Stavanger og sydøst for Haugesund i Norge. Der ligger to byer i Ryfylke, henholdsvis Jørpeland og Sauda. Ryfylkes sydligste kommune er Forsand og den nordligste er Sauda.
Området omfatter følgende 8 kommuner. Indbyggerantal fra 2006 i parentes.
- Finnøy (2729)
- Forsand (1092)
- Hjelmeland (2723, 2005)
- Kvitsøy (521)
- Rennesøy (3412)
- Sauda (4796)
- Strand (10 566)
- Suldal (3883)

Totalt bor der 29.722 personer i Ryfylke.
Ryfylke har turistattraktioner som Preikestolen og Kjerag.

## Ekstern henvisning
- Destination Ryfylke

59°13′39″N 6°14′50″Ø / 59.2275°N 6.2472°Ø